# Utvecklad brukskniv
En utvecklad brukskniv är en typ av kniv. En friare utformning utifrån gängse tradition av såväl skaftmaterial som knivstål. Svensk knivförening har efter remiss till landets alla knivföreningar fastslagit begreppet.